# Asystasia mysorensis
Asystasia mysorensis är en akantusväxtart som först beskrevs av Albrecht Wilhelm Roth, och fick sitt nu gällande namn av Edgar Shannon Anderson. Asystasia mysorensis ingår i släktet Asystasia och familjen akantusväxter. Inga underarter finns listade i Catalogue of Life.

## Bildgalleri

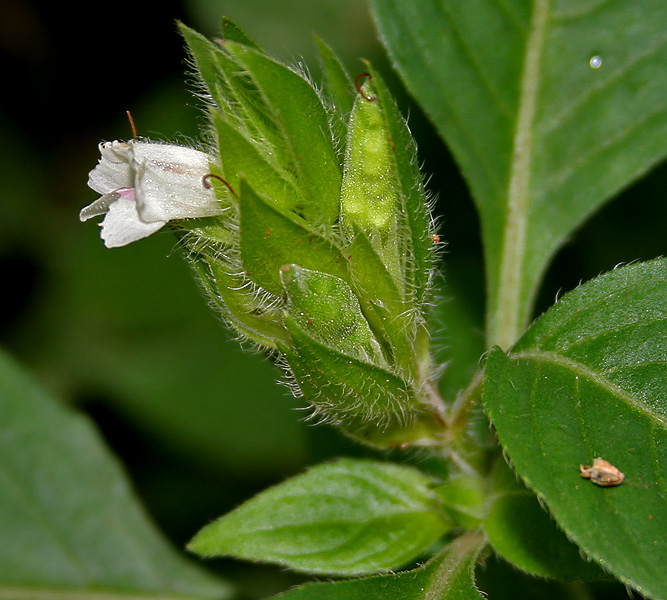
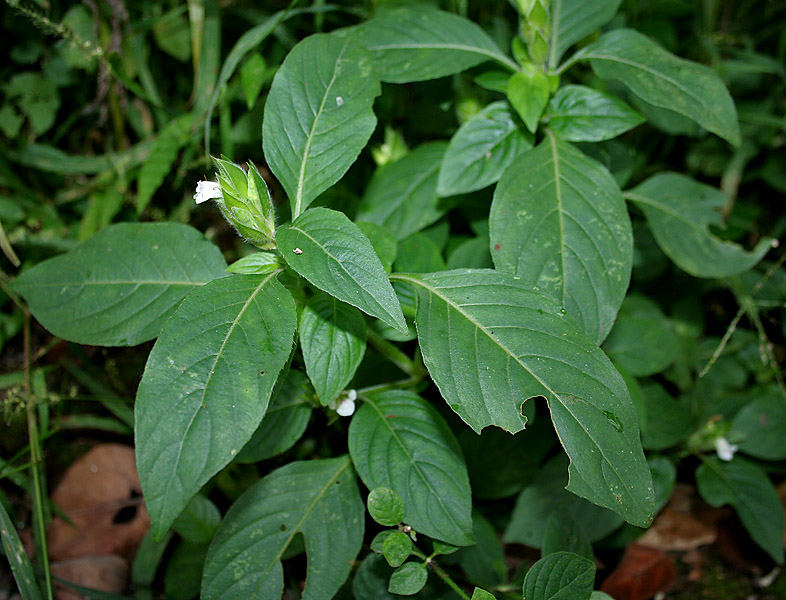
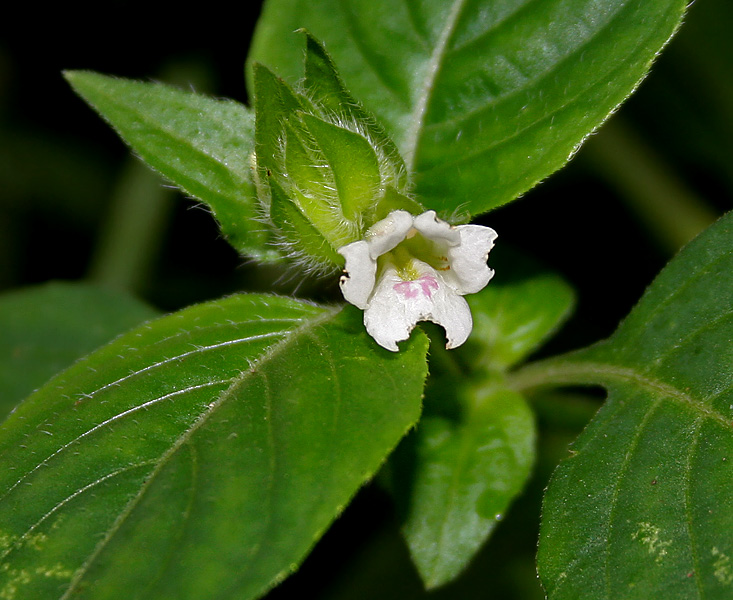
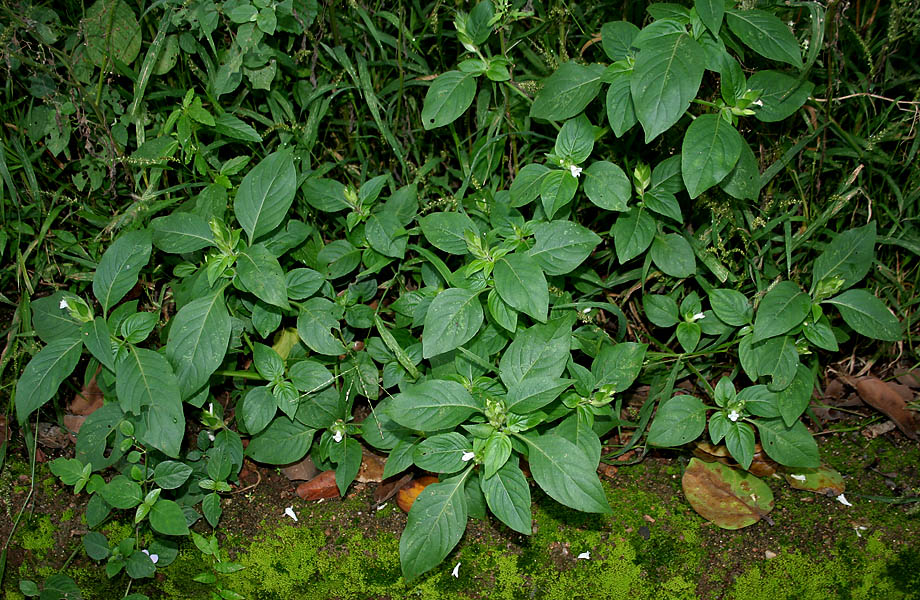
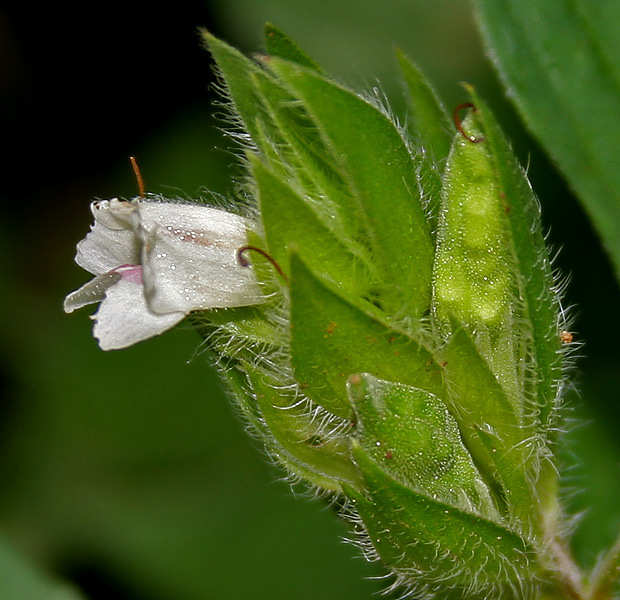
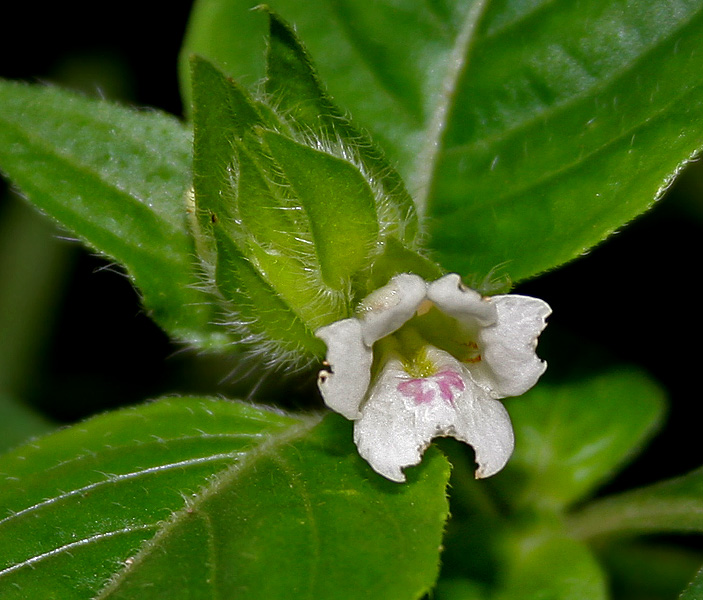